# SA-1 (Аполлон)

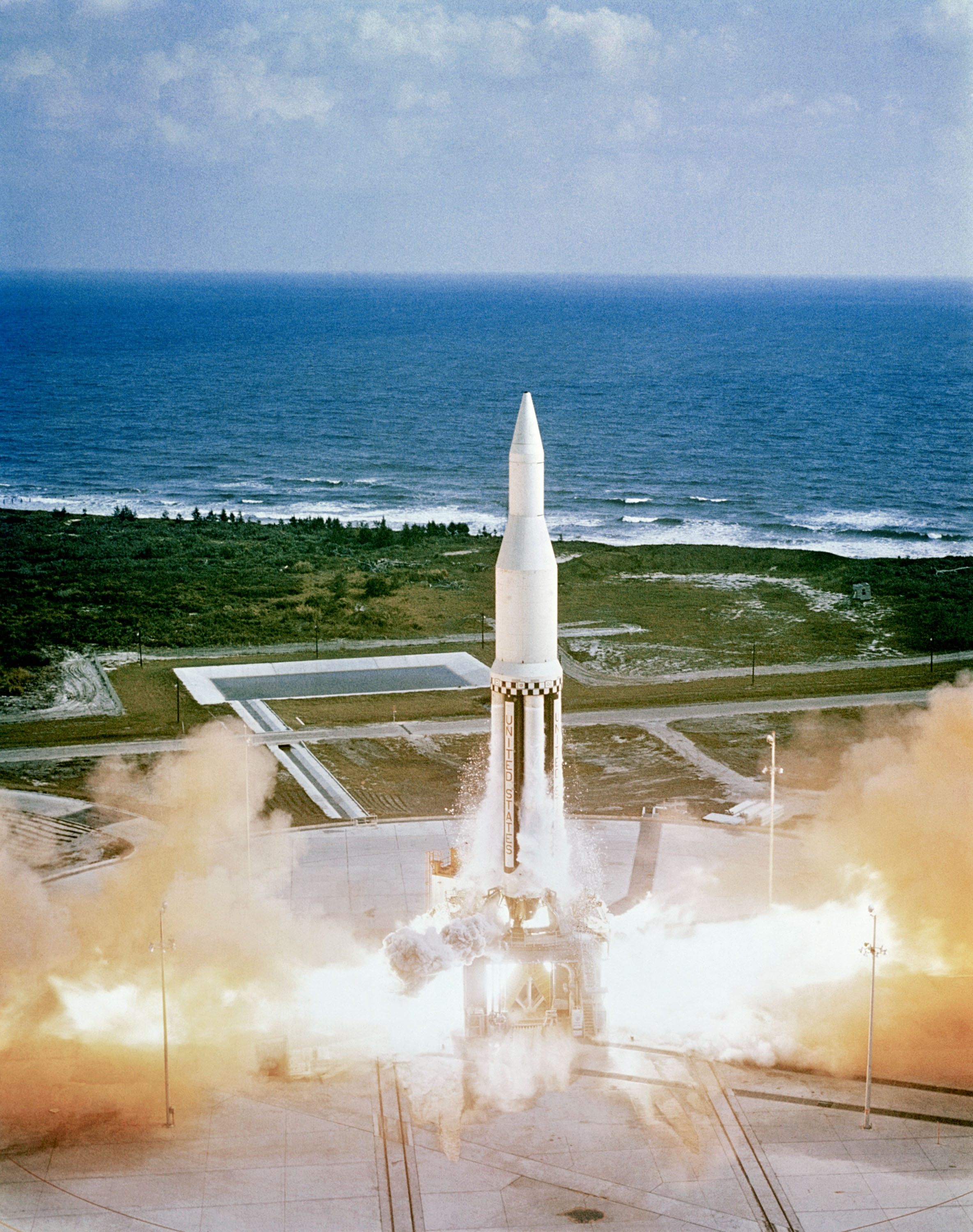
Старт SA-1

SA-1 (англ. Saturn-Apollo 1, Сатурн-Аполлон-1) — перший політ ракети-носія «Сатурн-1», здійснений за програмою «Аполлон».

## Цілі
Перший запуск ракети-носія «Сатурн-1», першої в сімействі «Сатурнів», що значно перевершував за габаритами будь-який з раніше запущених апаратів. Вона була утричі довшою, споживала ушестеро більше палива і розвивала тягу вдесятеро більшу, ніж ракета «Юпітер-Сі», за допомогою якої 1958 був виведений на орбіту перший американський супутник «Експлорер-1».

## Підготовка
Це був найперший політ ракети «Сатурн», бортові системи постійно поліпшувалися. Уперше ступінь було доставлено на мис Канаверал на баржі, що навело на думку про можливість подібної доставки масивніших ступенів ракети «Сатурн V» (у той час «Сатурн V» існував у вигляді креслень і деяких деталей).
Перший ступінь і два верхні масові макети верхніх ступенів прибули на баржі «Compromise» 15 серпня 1961 року. Упродовж подорожі довелося зіткнутися з кількома проблемами, чотири рази сівши на мілину через помилки на мапах. На зворотному шляху баржа врізалася в міст, викликавши кілька невеликих ушкоджень.
П'ять днів потому з невеликими труднощами носій був встановлений на майданчик № 34.
З невеликим відставанням від графіка перевірка продовжилася.
У той час перевірка була перемиканням тумблерів в ЦУПі і спостереженням за реакціями ракети.
26 жовтня 1961 року о 12:30 за східним часом США почалася заправка ракети гасом РП-1 і рідким киснем. Оскільки гас міг випаруватися, його заправили з тривідсотковим надлишком. Перед запуском ракети зайве паливо було злито.
Заправка баків рідким киснем почалася наступного дня о 03:00. Вона була схожа на таку ж процедуру, як і при заправці баків гасом: спочатку баки заправили на десяту частину, щоб перевірити їх на витоки, потім швидко долили до рівня 97 %, а потім повільно заповнили вщерть.

## Політ
27 жовтня 1961 року о 15:06:04 UTC, незважаючи на кілька затримок через погану погоду, ракета була запущена з відставанням від графіка на 1 годину. Проєктанти передбачали ракеті 75-відсоткову ймовірність успішного зльоту і лише 30-відсоткову — успішного завершення польоту. Також вважалося можливим отримання ушкоджень під час польоту. При випробуваннях ракети на полігоні Редстоун-Арсенал було розбито всі вікна в радіусі 12 км.
Звук запуску розчарував деяких свідків, які описали його як звук запуску ракети «Атлас» на відстані 2,4 км замість 5 км, відведених для «Сатурна». Пізніше було вирішено, що причина відмінностей між мисом Канаверал і полігоном Редстоун полягає в атмосферних умовах, що заглушає звук.
Сам політ був чудовим. Ракета піднялася на висоту 136,5 км і приземлилася після 15 хвилин польоту за 345,7 км від місця запуску. Єдиною проблемою було відключення двигунів достроково на 1,6 с. Це стало наслідком заправки зайвих 400 кг рідкого кисню і недозаправки 410 кг гасу. Для випробувального польоту в ракету було заправлено лише 83 % від необхідної кількості палива.